# Athanasie Constantinescu
Athanasie Constantinescu (n. 15 iulie 1861, București, Principatele Unite ale Moldovei și Țării Românești) a fost un sculptor român, care era privit de către critica de artă de la sfârșitul secolului al XIX-lea ca o mare speranță în sculptura românească. Artistul a urmat Școala de Belle-Arte din București avându-l ca profesor pe Ion Georgescu. A fost coleg de generație cu sculptorul Paul Focșeneanu și s-a evidențiat în portretistică, începând cu primele lucrări pe care le-a făcut în perioada studiilor sale în Franța la Academia Julian. Criticul de artă George Oprescu a considerat că cel mai reușit portret realizat de Constantinescu ar fi Portretul lui Hamlet în care a figurat portretul actorului Grigore Manolescu. Sculptorul a dovedit în această lucrare un interes special pentru model și a dovedit că înțeles contextul și sentimentele actorului în timpul în care acesta a interpretat actul artistic.

## Biografie
Athanasie Constantinescu s-a născut în ziua de 15 iulie 1861 la București. În perioada 1883-1891, a fost unul dintre studenții Școlii de belle-arte din București care în anul absolvirii a fost considerat un artist care va urma o carieră de succes în domeniul sculpturii. Ca urmare a îndrumărilor pe care le-a avut la Școală din partea profesorului său Ion Georgescu, Constantinescu reușise la absolvire să obțină primul loc la concursul organizat pentru acordarea de burse pentru studii în străinătate, cu lucrarea intitulată Narcis privind apa limpede a unui izvor. A obținut în timpul studiilor cincisprezece mențiuni onorabile, două medalii de bronz și trei medalii de argint.
Ca urmare a demersurilor pe care le-a făcut artistul, bursa i-a fost acordată pentru o perioadă de patru ani, cu începere din 1 aprilie 1892. Bursa i-a fost dată pentru trei ani de studii la Paris și un an la Roma și Florența. Până să plece la Paris, Constantinescu a realizat o serie de proiecte, pe cele mai reușite le-a donat Muzeului de antichități -- bustul în mărime naturală a lui Gheorghe Asachi, bustul lui Tudor Vladimirescu, Ioan Brătianu, statuetele Dorobanțul și Vânătorul și miniaturile din teracotă - Horia, Cloșca și Crișan. Petre Oprea a găsit o corespondență dintre Școala de belle-arte din Iași și Ministerul Instrucțiunii Publice, din care rezultă că bustul lui Asachi a fost donat de fapt Pinacotecii din Iași.
Constantinescu s-a înscris la Paris la Academia Julian. Conform stipulărilor existente în regulamentul bursei, el a realizat anual lucrări pe care le-a trimis la București, pentru a se putea vedea evoluția sa artistică în capitala Franței. Se știe că în primul an de studii a trimis bustul actorului Grigore Manolescu, figurat în rolul lui Hamlet. Bustul a fost expus în foaierul Ateneului Român în 1895. În următorii doi ani a trimis Minerva (bronz), o interpretare Alexandru Macedon și Diogene după Puget. Despre ultimele două lucrări, astăzi, nu se mai știe nimic. În gips a făcut bustul lui Traian după originalul aflat la Luvru. Constantineascu a intenționat să vândă această sculptură autorităților de la București.
În cel de al patrulea an de studii făcut la Roma și Florența, artistul a realizat bustul lui Gheorghe Tattarescu. Acest portret urma să fie turnat în bronz în două exemplare, unul pentru Ateneul Român și unul pentru Școala de belle-arte din București, acolo unde Tattarescu a îndeplinit funcția de profesor. Bustul lui Traian făcut după un original aflat într-o colecție din Roma, ar fi fost realizat tot în perioada studiilor din Italia. Bustul a fost donat Cercului literal Ovidiu din Constanța,
După anul 1897, artistul a trecut într-o perioadă mai puțin creativă, realizând din ce în ce mai puțin lucrări personale, așa cum a fost cea realizată din marmură în 1898, intitulată O senzație intimă. Începând din 1899, cariera sa a intrat într-un declin din ce în ce mai abrupt, sculptorul pierzându-se mai tot timpul cu execuția de lucrări decorative la monumente religioase sau la fel și fel de clădiri din București. Un exemplu este anul 1899 când, din ordinul lui Grigore Tocilescu, aflat pe atunci în funcția de director al Muzeului de antichități, Constantin Athanase extrăgea 22 de fragmente de sculpturi și picturi de la Mănăstirea Târgușorul Vechi de lângă Ploiești. Fragmentele au fost depuse ulterior ca exponate la Muzeul de antichități.
În 12 februarie 1901. Athanasie Constatinescu a adresat o petiție Ministerului Instrucțiunii Publice prin care a cerut să fie înscris la concursul pentru ocuparea  postului de profesor al catedrei de desen și modelaj din cadrul secției de arhitectură. În această petiție, Constantinescu a precizat că de la venirea sa în țară de la studiile pe care le-a făcut în străinătate, a lucrat sub directa îndrumare a arhitectului André Lecomte du Noüy, făcând lucrări pentru restaurarea Bisericii Trei Ierarhi din Iași, pentru decorarea cu sculpturi a fațadei Băncii Naționale a României, a Monumentului de la Plevna și a liceului de la Ploiești. A realizat în această perioadă, toată partea sculpturală a Casei de Depuneri și Consemnațiuni din București. Constantinescu a mai precizat fără să dea nume, că el este autorul a cinci lucrări de sculptură care se aflau în acel moment în colecțiile Pinacotecii Statului și numeroase busturi. Așa cum a declarat el în petiția din 1901, cea mai mare parte a activității sale de până atunci s-a încadrat în arta decorativă, activitate care l-a și consacrat, dar care l-a trecut în final în anonimat.
Numele artistului a mai apărut sporadic în presa timpului, așa cum a fost în 1909, când vindea statuete din teracotă cu Horia, Cloșca și Crișan. Similar, în 1910 a făcut bustul scriitorului Marion pe care l-a expus la Salonul Oficial din același an.
Astăzi sunt cunoscute câteva lucrări ca Bust de femeie (studiu), Tânăr (studiu), Bătrân (studiu), toate la MNAR venite de la Pinacoteca Statului, teracota Tudor Vladimirescu de la Muzeul din Golești și Grigore Manolescu în Hamlet la Muzeul Teatrului Național din București. Istoricul Petre Oprea a caracterizat opera lui Constantinescu ca fiind de linie academică, singura excepție fiind ultima lucrare menționată, pentru că ar fi de o influență anterioară tuturor celorlalte, având amprenta avântului romantic. De aceea a opinat Oprea că artistul ar fi renunțat deliberat la romantism pentru ca să dea curs perceptelor academice.

## Expoziții personale
Athanasie Constantinescu a făcut trei expoziții personale la București în anul 1893, unde a expus Hamlet, Portretul actorului Grigore Manolescu; în 1894, unde a expus lucrarea Andromeda și în 1896, unde a expus Alexandru și Diogene, copie după Pierre Puget și Bustul lui Horia, Bustul Cloșca, Bustul lui Crișan, Bustul lui Grigore Asachi și Bustul lui Tudor Vladimirescu.
Artistul a participat la Expoziția artiștilor în viață din 1897 cu șase lucrări - Andromeda (nr. 168), Alexandru și Diogen (nr. 169, o copie după originalul din marmură de la Luvru), Un studiu (nr. 170, mărime naturală), Un bust de copil (nr. 171, teracotă), Statuia imperatorului Traian (nr. 172, după originalul aflat la Luvru), Bustul imperatorului Traian (nr. 173). La acest eveniment expozițional, Constantinescu a obținut medalia clasa a III-a.

## Lurări în muzee
- MNAR București: Studiu de bătrân, Studiu de tânăr, Bust de femeie, Bust de bărbat – gips;
- Muzeul Teatrului Național București;
- Colecția Tiberiu Postelnicu: Descătușarea, bronz, Paris, 1894.